# Kaitangata (Neuseeland)
Kaitangata, von den Einwohnern oft nur Kai genannt, ist ein kleiner Ort im Clutha District der Otago auf der Südinsel von Neuseeland.

## Namensherkunft
Der Ursprung des maorischen Ortsnamen ist unbekannt. Der Name könnte einer Gestalt aus der polynesischen Mythologie entlehnt sein, kommt aber wahrscheinlich eher von kannibalischen Festen, die nach Stammeskämpfen zwischen den Kāi Tahu und Kāti Māmoe ausgeführt wurden. Der Name kann als „töte einen Menschen und iss ihn“ übersetzt werden.

## Geographie
Der Ort liegt 10 km südöstlich von Balclutha, nahe der Küste, am östlichen Arm des Clutha River / Matau Branch. Inch Clutha befindet sich unmittelbar südwestlich des Ortes. Im Norden liegt ein kleiner See namens Lake Tuakitoto, dessen Abfluss über einen Bach westlich von Kaitangata führt.

## Geschichte
Kaitangatas europäische Geschichte ist eng mit dem Kohlebergbau verbunden. Der Kohleabbau bestimmte seit den 1870er Jahren das Leben und die wirtschaftliche Entwicklung des Ortes. Zu einem Einschnitt kam es 1972, als das letzte staatliche Untertage-Kohlebergwerk seinen Betrieb einstellte. Mehrere Tagebaue in privatem und staatlichem Besitz bestehen aber bis heute, z. B. die Kai Point Mine. Die Kai Point Coal Company baut seit 1951 in Kaitangata Kohle für die umliegende Industrie und zu Heizzwecken ab. Von 1876 bis 1970 führte die Eisenbahn der Kaitangata Line zu den Bergwerken; ursprünglich in privater Eignerschaft, kam sie später in den Besitz des Mines Departments. Die Lokomotive, die diese Linie für viele Jahre befuhr, eine „verbesserte F“, wurde der West Coast Historical Society für den Shantytown Heritage Park an der Westküste gespendet und zieht heute mit einem an ihre Herkunft erinnernden Namensschild „Kaitangata“ die historischen Züge des Freilichtmuseums.
In den unterirdischen Minen wurde vorwiegend eine von der Qualität her zwischen Stein- und Braunkohle liegende Kohle abgebaut, die vor allem als Brennstoff für Dampflokomotiven diente, die in Neuseeland bis in die 1960er Jahre zum Einsatz kamen. Als die Eisenbahn auf Diesellokomotiven umstellte, verfielen diese Bergwerke. Die heute betriebenen Tagebaue liefern Braunkohle vor allem für den Hausbrand. Da die Zahl der mit Kohle befeuerten Haushalte zurückgeht und auch aus Umweltschutzgründen die Verfeuerung von Braunkohle reduziert werden soll, ist die Zukunft der verbleibenden Tagebaue ungewiss.
In den letzten Jahren erlangte die Stadt durch mehrere Verbrechen einige Bekanntheit, insbesondere eine Serie von Brandstiftungen in den 1990er Jahren. Die Gründung einer Marketinggesellschaft aus der früheren Hausbesitzervereinigung hat das Image des Ortes etwas verbessern können.

### Bergwerksunglück
Eine der ersten Industriekatastrophen Neuseelands ereignete sich im Jahre 1879 im Bergwerk von Kaitangata. 34 Bergleute verloren durch eine Explosion in der Mine damals ihr Leben.

### Werbeaktion 2016
Im Jahr 2016 entschied sich der Clutha District Council zu einer eigenwilligen Werbeaktion. Da in der Gegend in und um Kaitangata zwar viele Arbeitsmöglichkeiten bestanden, aber nicht ausreichend Arbeitskräfte zu finden waren, bot der Council in Zusammenarbeit mit der Bank of New Zealand, einem Immobilienmakler und verschiedenen Firmen vor Ort unter der Führung des Bürgermeisters Bryan Cadogan Umzugswilligen an, Grundstücke inklusive bezugsfertiger Häuser ab 230.000 NZ$ pro Einheit erwerben zu können. Da der landesweite Durchschnittspreis für ein Haus mit Grundstück seinerzeit bei rund 577.000 NZ$ lag, war das Angebot derart attraktiv, dass sich in kurzer Zeit rund 10.000 Interessenten aus aller Welt in der Verwaltung des Distriktes meldeten und der Bürgermeister Bryan Cadogan mit 5000 Telefonanrufen und rund 1000 E-Mails und Kontakten über die sozialen Medien konfrontiert wurde.

## Bevölkerung
Zum Zensus des Jahres 2013 zählte der Ort 762 Einwohner, 6,3 % weniger als zur Volkszählung im Jahr 2006.

## Persönlichkeiten
- Tony Brown, Rugby-Nationalspieler, stammt aus dem Ort.